# Шугунков, Никита Юрьевич
Никита Юрьевич Шугунков (бел. Мікіта Юр'евіч Шугункоў; род. 17 апреля 1992, Могилёв) — белорусский футболист, нападающий червенского «Колоса».

## Клубная карьера
Взрослую карьеру начал в составе новополоцкого «Нафтана», где выступал за дубль. В Высшей лиге дебютировал 13 ноября 2010 года, выйдя на замену в матче против минского «Партизана» (4:4). В сезоне 2011 играл за дубль, а на следующий год был отдан в аренду «Витебску», где прочно появлялся в составе.
В сезоне 2013 вернулся в «Нафтан» и стал чаще появляться в составе, обычно выходя на замену. В октябре 2013 года основной нападающий новополочан Игорь Кривобок получил дисквалификацию, и Никита заменил его на острие атаке. Играя в стартовом составе, 27 октября 2013 года забил свой первый гол в Высшей лиге, которым принес победу над «Минском» (2:1).
В 2014 - 2016 годах прочно играл за основную команду «Нафтана», преимущественно выходя на замену. В январе 2017 года он поехал в состав «Белшины», а в феврале подписал с клубом контракт. Сезон 2017 начал в основном составе «бобруйчан», но летом потерял место в основе и лишь изредка заменялся. По окончании сезона в декабре покинул «Белшину».
В начале 2018 года он вернулся в «Нафтан», где провел сезон 2019. В январе 2019 года он находился на просмотре в могилевском «Днепре», но не подошёл и в феврале перешел в «Сморгонь». В октябре 2019 года по соглашению сторон покинул сморгоньский клуб.
В начале 2020 года он тренировался с могилевским «Днепром», но позже перешел в «Оршу», в составе которой начал сезон 2020 и стала основным нападающим команды. В январе 2021 он снова тренировался с «Днепром», а в марте после просмотра подписал контракт с петриковским «Шахтёром». В июле того же года покинул «Шахтер».
В апреле 2022 года перешёл в «Велес-2020». В марте 2023 года футболист присоединился к червенскому «Колосу».

### Статистика
| Сезон    | Дивизион | Клуб     | Страна                    | Матчи | Голы |
| -------- | -------- | -------- | ------------------------- | ----- | ---- |
| 2010     | Д1       | Нафтан   | Флаг Беларуси (1995—2012) | 2     | 0    |
| 2011     | Д1       | Нафтан   | Флаг Беларуси (1995—2012) | 1     | 0    |
| 2012     | Д2       | Витебск  | Флаг Беларуси             | 14    | 3    |
| 2013     | Д1       | Нафтан   | Флаг Беларуси             | 12    | 1    |
| 2014     | Д1       | Нафтан   | Флаг Беларуси             | 17    | 0    |
| 2015     | Д1       | Нафтан   | Флаг Беларуси             | 16    | 1    |
| 2016     | Д1       | Нафтан   | Флаг Беларуси             | 24    | 0    |
| 2017     | Д2       | Белшина  | Флаг Беларуси             | 18    | 1    |
| 2018     | Д2       | Нафтан   | Флаг Беларуси             | 27    | 3    |
| 2019     | Д2       | Сморгонь | Флаг Беларуси             | 20    | 2    |
| 2020     | Д1       | Орша     | Флаг Беларуси             | 21    | 6    |
| 2021 (1) | Д1       | Шахтёр   | Флаг Беларуси             | 6     | 0    |